# 凯瑟琳·布拉什
 凯瑟琳·露易丝·布拉什（英語：Kathryn Louise Brush），加拿大艺术史家。她是西安大略大学艺术史杰出教授，并且是该大学被选为加拿大皇家學會院士的首位视觉艺术教授。

## 教育
布拉什曾在麦克马斯特大学主修现代语言和文学。她在加拿大学了两年，第三年在欧洲的普瓦捷大学和哥廷根大学进修。此后，她将本科专业转为艺术史和德语，随后在在布朗大学获硕士、博士学位。其博士论文题为《美因茨大教堂的西唱诗席屏风：对规划、资助及意义的研究》。

## 职业生涯
自布朗大学毕业后，布拉什于1987年成为西安大略大学历史上首位女性全职教师。她后来曾在普林斯顿大学、哈佛大学和佛罗伦萨艺术史研究所做过任访问学者。2004年，她发表《远不只砖与灰浆，1920年代福格艺术博物馆的重建》一书，由耶鲁大学出版社出版，详述了福格藝術博物館的历史。
2010年，布拉什策划了加拿大社会及人文科学协会资助的展览《寻找加拿大边疆的中世纪主义》。展览展现了欧洲移民对上加拿大的影响。
2013年，布拉什被授予爱德华·G·普列瓦卓越教学奖，同年参选美国中世纪学会会员。两年后，布拉什成为西安大略大学当选加拿大皇家學會会员的三位教授之一。2017年，她被任命为艺术史杰出教授，并获得赫尔穆斯研究成就奖。